# Bürger in Wut
Die Bürger in Wut (BIW) waren eine deutsche rechtspopulistische Wählervereinigung mit Sitz in Bremerhaven, die bei Wahlen nur im Bundesland Bremen antrat. Die BIW selbst bezeichneten sich als bürgerlich-konservativ. 
Die Wählervereinigung entstand 2004 aus dem Landesverband Bremen der Partei Rechtsstaatlicher Offensive (Schill-Partei), deren Positionen sie weitgehend übernahm, vor allem in der Innen- und Zuwanderungspolitik. Die BIW traten im Mai 2007 erstmals zur Wahl an und waren seitdem in der Bremischen Bürgerschaft vertreten. Bei der Wahl 2023 zogen sie erstmals in Fraktionsstärke in die Bürgerschaft ein.
Am 9. Juni 2023 gab die Vereinigung bekannt, dass in einer Urabstimmung 95 % der Mitglieder einer Verschmelzung mit der Partei Bündnis Deutschland zugestimmt hatten. Die Bürgerschaftsfraktion konstituierte sich bereits unter dem Namen Bündnis Deutschland. Aus den BIW heraus wurde am 28. September 2023 ein Bremischer Landesverband des Bündnis Deutschland gegründet; dadurch hörten die BIW auf zu existieren.

## Geschichte
Der Bundesverband der Wählervereinigung Bürger in Wut wurde 2004 gegründet. Erster Vorsitzender war Jan Timke, der frühere Bremer Landesvorsitzende der Partei Rechtsstaatlicher Offensive. Die Wählervereinigung kandidierte bei keiner bundesweiten Wahl. Auf Landesebene trat sie nur bei Bürgerschaftswahlen in Bremen an. Bei der Bürgerschaftswahl 2007 stand sie nur in Bremerhaven auf den Stimmzetteln und erzielte dort ein Ergebnis von 4,99 %, wobei ihr eine einzige Stimme für den Einzug in die Bürgerschaft fehlte. Nachdem der Staatsgerichtshof Wahlfehler festgestellt hatte, wurde die Wahl in drei Wahlbezirken wiederholt. In dieser Wahl erzielte die Wählervereinigung 27,6 % der Stimmen, erreichte damit in Bremerhaven ein Gesamtergebnis von 5,3 % und erhielt einen Sitz im Parlament. Bei der Bürgerschaftswahl 2011 trat sie sowohl in Bremen als auch Bremerhaven an, erreichte jedoch nur in Bremerhaven ein Ergebnis über der Sperrklausel. Mit 7,1 % der Stimmen erhielt sie erneut einen Bürgerschaftssitz.
Im Januar 2012 traten zwei Ortsbeiräte in Bremen-Vegesack von der CDU zu den BIW über, wodurch diese zur zweitstärksten Fraktion nach der SPD im Ortsbeirat wurden. Im März 2016 trat die FDP-Fraktionssprecherin Brigitte Palicki im Ortsbeirat Vegesack den BIW bei, womit diese zur drittstärksten Fraktion wurden.
Am 22. Oktober 2013 wurde bekannt, dass der Bürgerschaftsabgeordnete Martin Korol nach seinem Ausschluss aus der SPD Mitglied der BIW geworden war. Dadurch hatte die Wählervereinigung zwei Sitze in der Bürgerschaft und erhielt den Status einer parlamentarischen Gruppe. Nach der Bürgerschaftswahl 2015 war der BIW-Vorsitzende Timke zunächst wieder Einzelabgeordneter in der Bürgerschaft. Im Juni 2017 erklärten die LKR-Bürgerschaftsabgeordneten Piet Leidreiter und Klaus Remkes ihren Übertritt zu den Bürgern in Wut, die dadurch erneut den Status einer parlamentarischen Gruppe erhielten. Seit der Bürgerschaftswahl 2019 vertrat erneut nur Jan Timke als fraktionsloser Einzelabgeordneter die BIW in der Bürgerschaft; im Oktober 2021 schloss sich der für die AfD gewählte Peter Beck den BIW an.
Im Wahlkampf zur Bürgerschaftswahl in Bremen am 14. Mai 2023 wurde Bürger in Wut von der 2022 gegründeten Partei Bündnis Deutschland finanziell und personell unterstützt. Bündnis Deutschland verzichtete auf eine eigenständige Kandidatur, mit der Möglichkeit der späteren Verschmelzung beider Organisationen. Auf einer außerordentlichen Mitgliederversammlung beschloss BIW am 4. März 2023 die Fusion mit Bündnis Deutschland. Bei der Wahl kam BIW erstmals auch im Wahlbereich Bremen über die Sperrklausel. Insgesamt kam sie auf 9,4 % und erhielt 10 Mandate. Dabei profitierte sie auch davon, dass die AfD auf Grund interner Streitigkeiten keine gültige Landesliste einreichte. Nach der Wahl erklärte BIW, den gewählten Kandidaten Sven Lichtenfeld nicht in die Fraktion und auch nicht in die neu fusionierte Partei aufzunehmen, nachdem bekannt geworden war, dass Lichtenfeld im Wahlkampf durch Rechtsextreme unterstützt worden sei, zum Beispiel beim Verteilen von Flyern. Lichtenfeld hatte bei der Wahl für die BIW am zweitmeisten Personenstimmen im Wahlbereich Bremerhaven erhalten. Bereits vor der Wahl hatte sich BIW von ihrem Kandidaten Heiko Werner distanziert, nachdem Bilder Werner auf einer Nazi-Demo zeigten.
Am 9. Juni 2023 gab die Vereinigung bekannt, dass in einer Urabstimmung 95 % der Mitglieder der Verschmelzung mit der Partei Bündnis Deutschland zugestimmt haben. Die Bürgerschaftsfraktion konstituierte sich bereits unter dem Namen Bündnis Deutschland. Aus den BIW heraus wurde am 28. September 2023 ein Bremischer Landesverband des Bündnis Deutschland gegründet; dadurch hörten die BIW auf zu existieren.

## Wahlergebnisse

### Land Bremen
Bei der Wahl zur Bremischen Bürgerschaft am 13. Mai 2007 stellte sich die Wählervereinigung BIW im Wahlbereich Bremerhaven zur Wahl und erhielt dort 2.336 Wählerstimmen (5,29 %). Sie übersprang damit die Fünf-Prozent-Hürde im Wahlbereich Bremerhaven und zog mit einem Abgeordneten in die Bremische Bürgerschaft ein.
Nach dem vorläufigen amtlichen Endergebnis hatte die BIW noch 4,99 % der Wählerstimmen und war mit einer Stimme am Einzug in die Bürgerschaft gescheitert.
Die BIW erwirkte danach vor dem Verwaltungsgericht Bremen eine einstweilige Verfügung zur Einsichtnahme in die Wahlniederschriften des Wahlbereiches Bremerhaven.
Am 9. Juli 2007 legte die Wählervereinigung wegen angenommener Verfahrensfehler bei der Stimmenauszählung Einspruch gegen die Wahl ein. In seinem Urteil vom 20. November 2007 wies das Wahlprüfungsgericht Bremen den Antrag zurück, die Wahl für ungültig zu erklären, ordnete jedoch eine öffentliche Neuauszählung der Stimmen im Wahlbereich Bremerhaven an und bestimmte, das Ergebnis der Wahl erforderlichenfalls zu berichtigen.
Gegen den Beschluss des Wahlprüfungsgerichtes legten beide Seiten beim Staatsgerichtshof Bremen Beschwerde ein. Die BIW wollten eine Wiederholungswahl im Wahlbereich Bremerhaven erreichen, der Landeswahlleiter widersprach jedoch der angeordneten Nachzählung. Der Staatsgerichtshof verfügte eine Nachzählung der Stimmen in zwei Bremerhavener Wahlbezirken, die am 21. April 2008 durchgeführt wurde.
Am 22. Mai 2008 entschied der Staatsgerichtshof, dass in einem weiteren Stimmbezirk (132/02, Freizeittreff Eckernfeld) eine Wiederholungswahl notwendig sei, da hier tatsächlich erhebliche Unregelmäßigkeiten im Umgang mit den Stimmzetteln festgestellt wurden.
Sie wurde für den 6. Juli 2008 angesetzt.
Nach dem amtlichen Endergebnis erreichten die BIW in dem betroffenen Stimmbezirk 27,6 % der abgegebenen gültigen Stimmen und kam daher im gesamten Wahlbereich Bremerhaven auf 5,29 %. Sie erhielt damit einen Sitz im Landesparlament von Bremen.
Bei der Bürgerschaftswahl in Bremen 2011 erreichten die BIW landesweit 3,7 Prozent der abgegebenen gültigen Stimmen (2007: 0,8 %). Im Wahlbereich Bremerhaven gewannen die BIW 7,1 Prozent (2007: 5,3 %) der Wähler. Außerdem errangen die Kandidaten der BIW sieben Beiratsmandate in der Stadt Bremen.
Bei der Bürgerschaftswahl in Bremen 2015 erhielten die BIW landesweit 3,2 % der gültigen Stimmen (Stadt Bremen 2,7 %, Bremerhaven 6,5 %). Damit errangen sie einen Sitz in der Bremischen Bürgerschaft.
Bei der Bürgerschaftswahl in Bremen 2019 erhielten die BIW landesweit 2,4 % der gültigen Stimmen (Stadt Bremen 1,6 %, Bremerhaven 7,4 %). Damit errangen sie einen Sitz in der Bremischen Bürgerschaft.
Bei der Bürgerschaftswahl in Bremen 2023 erhielten die BIW landesweit 9,4 % der gültigen Stimmen (Stadt Bremen 7,4 %, Bremerhaven 22,7 %). Damit errangen sie zehn Sitze in der Bremischen Bürgerschaft.
| Jahr | Bremerhavener Stadtverordnetenversammlung | Bremerhavener Stadtverordnetenversammlung | Bremerhavener Stadtverordnetenversammlung | Bremerhavener Stadtverordnetenversammlung | Bremerhavener Stadtverordnetenversammlung | Bremische Bürgerschaft | Bremische Bürgerschaft | Bremische Bürgerschaft | Bremische Bürgerschaft | Bremische Bürgerschaft |
| Jahr | Stimmen                                   | %                                         | +/−                                       | Mandate                                   | Zugewinne                                 | Stimmen                | %                      | +/−                    | Mandate                | Zugewinne              |
| ---- | ----------------------------------------- | ----------------------------------------- | ----------------------------------------- | ----------------------------------------- | ----------------------------------------- | ---------------------- | ---------------------- | ---------------------- | ---------------------- | ---------------------- |
| 2007 | 2.415                                     | 5,4                                       | –                                         | 3                                         | –                                         | 2.336                  | 0,8                    | –                      | 1                      | –                      |
| 2011 | 14.415                                    | 7,4                                       | +2,0                                      | 3                                         | ±0                                        | 48.530                 | 3,7                    | +2,9                   | 1                      | ±0                     |
| 2015 | 11.635                                    | 7,2                                       | −0,2                                      | 3                                         | ±0                                        | 37.759                 | 3,2                    | −0,5                   | 1                      | ±0                     |
| 2019 | 16.446                                    | 8,0                                       | +0,8                                      | 4                                         | +1                                        | 35.808                 | 2,4                    | −0,8                   | 1                      | ±0                     |
| 2023 | 32.678                                    | 19,6                                      | +11,6                                     | 9                                         | +5                                        | 118.527                | 9,4                    | +7,0                   | 10                     | +9                     |

### Bremerhaven
Bei der Wahl zur Bremerhavener Stadtverordnetenversammlung 2007 erreichten die BIW 5,4 % der Stimmen und zog mit drei Abgeordneten ins Stadtparlament ein. Nach dieser Wahl wurden Zweifel laut, ob der BIW-Vorsitzende Jan Timke und die spätere Stadtverordnete Annefriede Laue überhaupt wählbar waren. Gegen Annefriede Laue erließ das Amtsgericht Bremerhaven einen Strafbefehl wegen Wahlfälschung, dem Laue aber widersprach und der deshalb nicht rechtskräftig wurde. Timke wurde vom Amtsgericht im Januar 2009 nach mehrtägiger Verhandlung vom Tatvorwurf der Wahlfälschung freigesprochen, nachdem auch die Staatsanwaltschaft einen Freispruch beantragt hatte.
2011 verbesserten die BIW ihr Wahlergebnis um 2 Prozentpunkte auf 7,4 %, erhielt jedoch aufgrund des Verteilerschlüssels keinen zusätzlichen Sitz.

## Organisation
Der Sitz befand sich in Bremerhaven. Nach eigenen Angaben lag der Schwerpunkt der BIW in den Stadtstaaten Bremen, Hamburg und Berlin. In Hamburg bestand ein „Freundeskreis“, aus dem ein Landesverband entstehen sollte.

### Internationale Kontakte
Mitglieder der BIW waren 2010 an der Gründung der Europapartei Europäische Allianz für Freiheit (EAF) beteiligt, BIW-Mitglied Torsten Groß war im Vorstand der Partei. Die BIW zog sich später größtenteils aus der EAF zurück, Timke war laut Europäischem Parlament allerdings noch 2017 Mitglied der EAF. Die EAF löste sich 2017 auf.

## Inhalte und Positionen
Die Partei wurde inhaltlich dem Rechtspopulismus zugeordnet. Die BIW nannten als ihr Ziel eine „sozial verantwortliche, wertkonservative Politik der Vernunft“. Als Probleme Bremens wurden Arbeitslosigkeit und Niedriglöhne, zunehmende Staatsverschuldung und Kriminalität, der Geburtenrückgang, eine falsche Bildungspolitik, eine unkontrollierte Zuwanderung und daraus entstehende konfliktträchtige Parallelgesellschaften, der durch Globalisierung entfesselte Kapitalismus und eine zentralistische Europäische Union benannt, die die Souveränität des Landes und die Freiheit der Bürger beschränke.
Die Bremische Bürgerschaft sollte auf fünfzig Abgeordnete verkleinert und ein sog. Landespräsident direkt vom Volk gewählt werden. Die Polizeipräsenz sollte verstärkt und eine freiwillige Sicherheitswacht aus zuverlässigen Bürgern gebildet werden. Zudem wurde das Ende der staatlich kontrollierten Abgabe von Heroin oder Methadon gefordert, Strafgefangene sollten zudem nur noch in Ausnahmefällen vorzeitig entlassen werden. Das dreigliedrige Schulsystem sollte wiederhergestellt werden, Klassenstärken sollten verringert und Schuluniformen eingeführt werden. Zudem sollte eine Schuldenbremse verwirklicht und Umweltzonen abgeschafft werden.

## Bekannte Mitglieder
- Peter Beck
- Cord Degenhard
- Martin Korol
- Piet Leidreiter
- Sven Lichtenfeld
- Hinrich Lührssen
- Klaus Remkes
- Meltem Sağiroğlu
- Julia Tiedemann
- Jan Timke
- Udo Ulfkotte[37] (†)

## Rezeption
Die Bürger in Wut waren eine „Ein-Themen-Partei“, die ihren programmatischen Schwerpunkt im Bereich der inneren Sicherheit hatte und dies mit Fragen der Asyl- und Migrationspolitik verknüpfte. Sie vertraten ein „Gemisch aus rechtskonservativen und -populistischen Forderungen, die bei aller Zuspitzung im Einklang mit dem demokratischen Verfassungsstaat“ standen.
Der Sozialwissenschaftler Alexander Häusler schrieb 2008, die Bürger in Wut seien „mit rassistischen Forderungen in Erscheinung getreten, so etwa mit der Forderung nach 'Rückkehr zum Abstammungsprinzip, wonach Deutscher nur sein kann, wer abkömmlich deutscher Staatsangehöriger ist'“. Hingegen wies Hartleb Einordnungen der Bürger in Wut als rassistisch zurück und meinte, die Partei habe sich „durchaus glaubwürdig von Xenophobie und Rassismus sowie jedwedem Extremismus“ sowie von Gruppierungen wie Bremen muß leben distanziert.
Laut einer Situations-, Akteurs- und Ressourcenanalyse des Politologen Wolf Krämer konnten die BIW nicht als rechtsextreme Partei im engeren Sinne bezeichnet werden. Sie grenzten sich deutlich vom Rechtsextremismus ab. Die BIW wiesen aber eine deutliche Affinität zu fremdenfeindlichen und autoritären Inhalten auf. Ihre kulturalistisch begründete Fremdenfeindlichkeit hätte sich in der Forderung nach „konsequente[r] Integration der bei uns auf Dauer lebenden Ausländer mit dem Ziel der Assimilation“ gezeigt.